# Barry Sullivan
Patrick Barry Sullivan (ur. 29 sierpnia 1912 w Nowym Jorku, zm. 6 czerwca 1994 w Sherman Oaks) – amerykański aktor.
8 lutego 1960 otrzymał dwie własne gwiazdy w Alei Gwiazd w Los Angeles za film kinowy przy 6160 Hollywood Boulevard i dla telewizji pod adresem 1500 Vine Street.

## Życiorys
Urodził się w Nowym Jorku jako siódmy syn. Studiował na Wydziale Prawa Uniwersytetu Nowojorskiego i Temple University. Grał w piłkę nożną, zanim zainteresował się aktorstwem na studiach. Później był kupcem domu towarowego i pracował jako bileter w teatrze.
W 1936 trafił na Broadway w roli kapitaina Lyncha w komedii Chcę policjanta. Udało się zwrócić na siebie uwagę reżyserów castingu i szybko znalazł pracę w trzech kolejnych spektaklach: Św. Helena R. C. Sherriffa (1936) jako Święty Dionizy, Wszystko co błyszczy (1938) jako Atwood Post i Jego oko jest na wróblu (1938) w roli Rogera Sanforda u boku Montgomery’ego Clifta.
Sullivan brał udział w komediach dla Educational Pictures na Manhattanie, a następnie spróbował swoich sił w Hollywood. Jego pierwszym występem na Zachodnim Wybrzeżu była niewymieniona w czołówce rola w The Green Hornet Strikes Again! (1940), zanim został zaangażowany do roli Mike’a Douglasa, właściciela koncernu nitroglicerynowego w dramacie klasy B High Explosive (1943). Pojawił się także w dramacie kryminalnym filmie noir Gangster (1947), dramacie historycznym Wielki Gatsby (1949) z Alanem Laddem, melodramacie Vincente Minnellego Piękny i zły (1952) z Kirkiem Douglasem i dramacie Płatność na żądanie (Payment on Demand, 1951) z Bette Davis. W 1950 zastąpił Vincenta Price’a w roli Simona Templara w programie radiowym NBC Święty autorstwa Leslie Charterisa. Za rolę obrońcy Greenwalda w serialu CBS Ford Star Jubilee – odcinku pt. „Bunt przed sądem wojennym” (1955) był nominowany do nagrody Emmy.
Zmarł 6 czerwca 1994 w Sherman Oaks w Kalifornii w wieku 81 lat z powodu niewydolności oddechowej.

## Filmografia

### Filmy
- 1945: Duffy’s Tavern jako Danny Murphy
- 1946: Suspense jako Joe Morgan
- 1948: Any Number Can Play jako Tycoon
- 1952: Piękny i zły (The Bad and the Beautiful) jako Fred Amiel
- 1958: Inne miejsce jako Carter Reynolds
- 1969: Był tu Willie Boy jako Ray Calvert
- 1969: Układ jako Chet Collier
- 1973: Pat Garrett i Billy Kid jako Chisum
- 1974: Trzęsienie ziemi jako Stockle
- 1977: O mój Boże! jako biskup Reardon
- 1978: Karawany jako Richardson

### Seriale
- 1958: Alfred Hitchcock przedstawia jako Mark Robeson
- 1959: Bonanza jako Mark Burdette
- 1962: Spotkanie z Alfredem Hitchcockiem jako Paul Sampson
- 1967: Mission: Impossible jako Alex Lowell
- 1967: Bonanza jako adwokat Dayton Fuller
- 1972: Kung Fu jako Dillon
- 1972: Hawaii Five-O jako Morgan Hilliard
- 1972: Mannix jako Victor Fortune
- 1973: Ulice San Francisco jako Chris „Ace” Bane
- 1973: Ironside jako Howard Jameson
- 1973: Barnaby Jones jako Jason Craig
- 1974: Ulice San Francisco jako Marty Wallach / Murray Brennan
- 1974: Ironside jako Bruno Roman
- 1974: Kung Fu jako Edwards
- 1975: Barnaby Jones jako Gordon McKenna
- 1976: Ulice San Francisco jako Breitbach
- 1976–1977: Pogoda dla bogaczy (Rich Man, Poor Man - Book II) jako senator Paxton
- 1979: Domek na prerii jako Frederick Holbrook
- 1979: Statek miłości jako Phillip Shaffer
- 1979: Aniołki Charliego jako DeMargeran